# Italochrysa ferruginea
Italochrysa ferruginea är en insektsart som först beskrevs av Robert McLachlan 1869.
Italochrysa ferruginea ingår i släktet Italochrysa och familjen guldögonsländor. Inga underarter finns listade i Catalogue of Life.